# Clitocybe angustissima
Clitocybe angustissima är en svampart som först beskrevs av Wilhelm Gottfried Lasch, och fick sitt nu gällande namn av Paul Kummer 1871. Clitocybe angustissima ingår i släktet Clitocybe och familjen Tricholomataceae.   Inga underarter finns listade i Catalogue of Life.